# Рат у Јути
Рат у Јути, такође познат као Експедиција у Јуту или Бјукенанова брљотина, је био спор између мормонских насељеника у територији Јуте и савезне владе Сједињених Држава. Од 1857. до 1858, Бјукенанова администрација је покушавала да угуши наводну побуну у територији Јуте, док су мормони, плашећи се велике федералне армије послате у регион да их уништи, блокирали улаз војске у долину Солт Лејк. Окршај између мормонске милиције, такозване Науво легије, и Армије САД је пордазумевао уништавање имовине, али није било правих битака између ове две оружане силе.
Рат се окончао након преговора, председник САД је прогласио амнестију, а територија Јуте је признала амерички суверенитет.